# Anatol Rapoport
Anatol Rapoport (em russo:  Анато́лий Бори́сович Рапопо́рт; 22 de maio de 1911 — 20 de janeiro de 2007) foi um psicólogo matemático estadunidense nascido na Rússia. Ele contribuiu para a teoria geral dos sistemas, para a biologia matemática e para a modelagem matemática da interação social e modelos estocásticos de contágio.

## Trabalho
Rapoport contribuiu para a teoria geral dos sistemas, para a biologia matemática e para a modelagem matemática da interação social e modelos estocásticos de contágio. Ele combinou sua experiência matemática com insights psicológicos no estudo da teoria dos jogos, redes sociais e semântica.
Rapoport estendeu esses entendimentos aos estudos de conflito psicológico, lidando com desarmamento nuclear e política internacional. Sua autobiografia, Certainties and Doubts: A Philosophy of Life, foi publicada em 2001. Um artigo celebrando seu legado e pensamento inclui um panorama de carreira ao lado de depoimentos de acadêmicos e familiares que fornecem um vislumbre de Anatol Rapoport, o cientista e a pessoa.
O filósofo e físico Mario Bunge chamou Rapoport de um polímata cujo trabalho Bunge achou agradável por causa de sua aplicabilidade a problemas da vida real, seu uso da matemática e sua "evitação da tagarelice holística".

### Teoria dos jogos
Rapoport tinha uma mente versátil, trabalhando em matemática, psicologia, biologia, teoria dos jogos, análise de redes sociais e estudos de paz e conflito. Por exemplo, ele foi pioneiro na modelagem de parasitismo e simbiose, pesquisando a teoria cibernética. Isso deu uma base conceitual para seu trabalho ao longo da vida em conflito e cooperação.
Entre muitos outros livros conhecidos sobre lutas, jogos, violência e paz, Rapoport foi autor de mais de 300 artigos e de "Two-Person Game Theory" (1966) e " N-Person Game Theory" (1970). Ele analisou concursos em que há mais de dois conjuntos de interesses conflitantes, como guerra, diplomacia, pôquer ou barganha. Seu trabalho o levou a pesquisas sobre a paz, incluindo livros sobre The Origins of Violence (1989) e Peace, An Idea Whose Time Has Come (1993).
Na década de 1980, ele ganhou um torneio de computador baseado em The Evolution of Cooperation, de Robert Axelrod, e foi projetado para entender melhor as maneiras pelas quais a cooperação poderia surgir por meio da evolução. Os contendores tiveram que apresentar programas que pudessem jogar jogos iterados do dilema do prisioneiro e estes foram colocados uns contra os outros. A entrada de Rapoport, Tit-for-Tat, tem apenas quatro linhas de código. O programa começa cooperando com seu oponente. Em seguida, ele joga exatamente como o outro lado jogou no jogo anterior. Se o outro lado desertou no jogo anterior, o programa também falha; mas apenas para um jogo. Se o outro lado cooperar, o programa continua cooperando. De acordo comA autora/editora da Peace Magazine, Metta Spencer, o programa "puniu a outra jogadora por comportamento egoísta e a recompensou por comportamento cooperativo - mas a punição durou apenas enquanto o comportamento egoísta durou. Isso provou ser uma sanção excepcionalmente eficaz, mostrando rapidamente a Por outro lado, as vantagens de cooperar. Também levou os filósofos morais a propor isso como um princípio viável para usar nas interações da vida real".

### Análise de redes sociais
Rapoport foi um dos primeiros desenvolvedores de análise de redes sociais. Seu trabalho original mostrou que é possível medir grandes redes traçando o perfil de traços de fluxos através delas. Isso permite aprender sobre a velocidade da distribuição de recursos, incluindo informações, e o que acelera ou impede esses fluxos, como raça, gênero, status socioeconômico, proximidade e parentesco. Este trabalho vinculou as redes sociais à difusão da inovação e, por extensão, à epidemiologia. O trabalho empírico de Rapoport traçou a disseminação da informação dentro de uma escola. Prefigurava o estudo dos graus de separaçãomostrando a rápida disseminação de informações em uma população para quase todos – mas não todos – membros da escola (veja as referências abaixo). Seu trabalho em redes aleatórias é anterior aos gráficos aleatórios definidos pelo modelo Erdős-Rényi e independentemente por Edgar Gilbert.
Rapoport também é o criador da teoria por trás da interpretação do preconceito nas redes sociais, que diz respeito à medida em que uma rede se desvia de um modelo base aleatório. Ele introduziu o que hoje é conhecido como "mecanismo de apego preferencial" em redes tendenciosas. É um processo estocástico que envolve nós conectados que se transformam em mais conexões. Rapoport também publicou um artigo que delineou uma abordagem probabilística para a sociologia animal, que é um dos primeiros esforços na modelagem de estruturas sociais simples.

### Estudos de conflito e paz
De acordo com Thomas Homer-Dixon no Toronto Globe and Mail, Rapoport "tornou-se antimilitarista logo após a Segunda Guerra Mundial. A ideia de valores militares tornou-se um anátema". Ele foi um dos principais organizadores dos primeiros ensinamentos contra a Guerra do Vietnã na Universidade de Michigan, um modelo que se espalhou rapidamente por toda a América do Norte. Ele disse em uma palestra: "Ao empreender a guerra contra o Vietnã, os Estados Unidos empreenderam uma guerra contra a humanidade... Esta guerra não venceremos". (Ann Arbor News, abril de 1967). Ele disse que era um abolicionista, em vez de um pacifista total : "Sou a favor de matar a instituição da guerra". Em 1968, assinou o "Escritores e editores War Tax Protest " prometem recusar o pagamento de impostos em protesto contra a Guerra do Vietnã.
Professor do programa de Estudos de Paz e Conflito, trabalhando com George Ignatieff e a organização Ciência para a Paz do Canadá. Como seu único professor no início, ele usou uma abordagem rigorosa e interdisciplinar para o estudo da paz, integrando matemática, política, psicologia, filosofia, ciência e sociologia. Sua principal preocupação era legitimar os estudos para a paz como uma atividade acadêmica digna. O Centro Trudeau para Estudos de Paz e Conflitos continuou a florescer na Universidade de Toronto sob a liderança de Thomas Homer-Dixon e, a partir de 2008, sob Ron Levi. Quando Rapoport começou, havia um professor (não remunerado) e doze alunos. Agora, são três professores (pagos) e noventa alunos.
Em 1981 Rapoport co-fundou a organização não governamental internacional Ciência para a Paz. Ele foi reconhecido na década de 1980 por sua contribuição para a paz mundial através da contenção de conflitos nucleares por meio de seus modelos teóricos de jogos de resolução de conflitos psicológicos. Ele ganhou o Lenz International Peace Research Prize em 1976. O professor Rapoport também foi membro do conselho editorial do Journal of Environmental Peace publicado pelos Projetos Internacionais de Inovação da Universidade de Toronto

## Livros
- 1950, Science and the Goals of Man, Harper & Bros., Nova York
- 1953, Operational Philosophy: Integrating Knowledge and Action, Harper & Bros., Nova York
- 1960, Fights, Games, and Debates, University of Michigan Press, Ann Arbor
- 1965, Prisoner's Dilemma, The University of Michigan, Ann Arbor, MI. (coautor; Albert M. Chammah)
- 1966, Two-Person Game Theory: The Essential Ideas, Ann Arbor, MI, The University of Michigan Press. (reimpresso por Dover Press, Mineola, NY, 1999).
- 1969, Strategy and Conscience, Shocken Books, New York, NY. (publicado pela primeira vez em 1964)
- 1970, N-Person Game Theory. Concepts and Applications, University of Michigan, Ann Arbor, MI. (reimpresso por Dover Press, Mineola, NY, 2001).
- 1974, Conflict in Man-made Environment, Harmondsworth, Penguin Books.
- 1975, Semantics, Crowell.[12]
- 1986, General System Theory. Essential Concepts and Applications, Abacus, Tunbridge Wells.
- 1989, The Origins of Violence: Approaches to the Study of Conflict, Paragon House, New York.
- 1989, Decision Theory and Decision Behaviour, Kluwer Academic Publishers.
- 1992, Peace: An Idea, Whose Time Has Come, University of Michigan Press, Ann Arbor, MI.
- 2000, Certainties and Doubts: A Philosophy of Life, Black Rose Books, Montreal, 2000. Sua autobiografia.
- 2001, Skating on Thin Ice, RDR Books, Oakland, CA.
- Рапопорт, А. Б. (2003). Три разговора с русскими. Об истине, любви, борьбе и мире. [S.l.]: Прогресс-Традиция. ISBN 5-89826-156-7 (versão em inglês: Rapoport, Anatol (2005). Conversations with Three Russians: Tolstoy, Dostoevsky, Lenin: A Systemic View on Two Centuries of Societal Evolution. [S.l.]: Verlag Dr. Kovač. ISBN 978-3830019558).

## Artigos selecionados
- 1948, "Cycle distributions in random nets." Bull. Math. Biophysics 10(3):145–157.
- 1951, com Ray Solomonoff, "Connectivity of random nets." Bull. Math. Biophysics 13:107–117.
- 1953, "Spread of information through a population with sociostructural bias: I. Assumption of transitivity." Bulletin of Mathematical Biophysics, 15, 523–533.
- 1956, com Ralph W. Gerard e Clyde Kluckhohn, "Biological and cultural evolution: Some analogies and explorations". Behavioral Science 1:6–34.
- 1957, "Contribution to the Theory of Random and Biased Nets." Bulletin of Mathematical Biology 19:257–77.
- 1960 com W.J. Horvath, "The theoretical channel capacity of a single neuron as determined by various coding systems". Information and Control, 3(4):335–350.
- 1962, "The Use and Misuse of Game Theory". Scientific American, 207:108–114.
- 1963, "Mathematical models of social interaction". R. D. Luce, R. R. Bush, & E. Galanter (Eds.), Handbook of Mathematical Psychology, Vol. II, pp. 493–579. Nova York, NY: John Wiley and Sons.
- 1974, com Lawrence B. Slobodkin, "An optimal strategy of evolution". Q. Rev. Biol. 49:181–200
- 1979, "Some Problems Relating to Randomly Constructed Biased Networks." Perspectives on Social Network Research:119–164.
- 1989, com Y. Yuan, "Some Aspects of Epidemics and Social Nets." Pp. 327–348 in The Small World, ed. by Manfred Kochen. Norwood, NJ: Ablex.

## Sobre Rapoport
- Farhoumand-Sims, Cheshmak (2007). «Memories of Anatol Rapoport». Peace Magazine. p. 14
- Schwaninger, Markus (2007). «Anatol Rapoport (May 22, 1911 – January 20, 2007): pioneer of systems theory and peace research, mathematician, philosopher and pianist» (PDF). Systems Research and Behavioral Science. 24 (6): 655–658. doi:10.1002/sres.833
- Kopelman, Shirli (2020). «Tit for tat and beyond: the legendary work of Anatol Rapoport». Negotiation and Conflict Management Research. 13 (1): 60–84. doi:10.1111/ncmr.12172